# أسل نسيجي
أسل نسيجي (الاسم العلمي: Juncus textilis) نوع نباتي يتبع جنس الأسل وينتمي إلى الفصيلة الأسلية.